# طيور الشوك
طيور الشوك (بالإنجليزية: The Thorn Birds)‏ رواية ملحمية طويلة ألفتها الكاتبة الأسترالية كولين مكلو (Colleen McCullough).. تقع في 1322 صفحة من القطاع الصغير. نشرت سنة 1977 وبيع منها عشرة ملايين نسخة ، وفي سنة 1983 وصل المبيع إلى ثلاثين مليون نسخة. رواية ميغا! لاقت رواجاً عالمياً مذهلاً وخاصة في فرنسا وأميركا وكندا والبرازيل واليابان، وجرى اقتباسها واستلهامها أدبياً وفنياً وموسيقياً. ، حكاية ميغي تشكل الحبكة الأساسية في الرواية مع وجود حبكات ثانوية منتشرة على طول الرواية

## الأهمية
تم عمل مسلسل تلفزيوني أميركي عن الرواية. وايضا المسلسل الكوري «طيور الشوك» الذي استلهم منها وحقق نجاحاً دولياً. يضاف إلى هذا أن كثيراً من الأقوال في هذه الرواية أضحت مضرب الأمثال، 

## الشخصيات
- ميغان «ميجي» كليري – هي الشخصية المحورية، الابنة الوحيدة لعائلة عريقة من الأبناء. تأخذها الرواية من الطفولة المبكرة إلى الشيخوخة.
- الأب رالف دي بريكاسارت – هو حب ميجي الحقيقي، كاهن إيرلندي كاثوليكي وسيم الشكل.
- بادريك «بادي» كليري – هو والد ميجي، رجل إيرلندي بسيط وطيب القلب. توفي في حريق في دروغيدا.
- فيونا «فيي» آرمسترونغ كليري – هي امرأة أرستقراطية وزوجة بادي ووالدة ميجي.
- فرانسيس «فرانك» ارمسترونغ كليري – شقيق ميجى الأكبر، أول ابن غير شرعي من فيونا، وربيب بادي. وهو المفضل لدي كل من ميجي وفيونا. ويصبح ملاكما محترفا في النهاية.
- ماري إليزابيث كليري كارسون – أخت بادي الكبرى والغنية للغاية.
- لوك اونيل – زوج ميجي خلال زواج غير سعيد لمدة ثلاث سنوات. والد جوستين.
- دان اونيل – ابن ميجي ورالف. أُغرق في اليونان في عمر السادسة والعشرين.
- جوستين اونيل – ابنة ميجي ولوك. في النهاية، هي الحفيد الوحيد الباقي من بادي وفيري كليري.
- لودي وآن ميلر – أصحاب العمل ميجي خلال زواجها من لوقا. يصبحون أصدقاء مدى الحياة.
- بوب ، جاك ، و هيوي كليري – الإخوة الأكبر سناً لميجي. جميعهم يشبهون بادي ويعيشون حياة عذبة في دروغيدا.
- ستيوارت «ستو» كليري – فتى هادئ وعطوف يتشابه مع أمه وهو الأقرب إلى ماجي من ناحية العمر.
- هارولد «هال» كليري – شقيق ميجي الأصغر. مات في عمر الرابعة.
- رينر «رين» مورلينج هارثيم – صديق رالف ودان. هو عضو في برلمان ألمانيا الغربية وفي النهاية زوج جوستين.

## روابط خارجية
- طيور الشوك على موقع الموسوعة البريطانية (الإنجليزية)
- مقالة عن الرواية جريدة البيان ملحق كتب